# Mount William (Antarktyda)
Mount William – szczyt na wyspie Antwerpia w Archipelagu Palmera u wybrzeży Półwyspu Antarktycznego, o wysokości około 1515 m n.p.m.
Odkryty 21 lutego 1832 roku przez Johna Biscoe (1794–1843), który uważał szczyt za część Półwyspu Antarktycznego. Nazwany przez Biscoe imieniem króla Anglii Wilhelma IV (ang. William). Po pobieżnym zmapowaniu przez Biscoe, bardziej dokładne mapy zostały sporządzone w 1927 roku. 
Po raz pierwszy zdobyty w 1956 roku przez wspinaczy z UK. 